# Mārtiņš Sesks

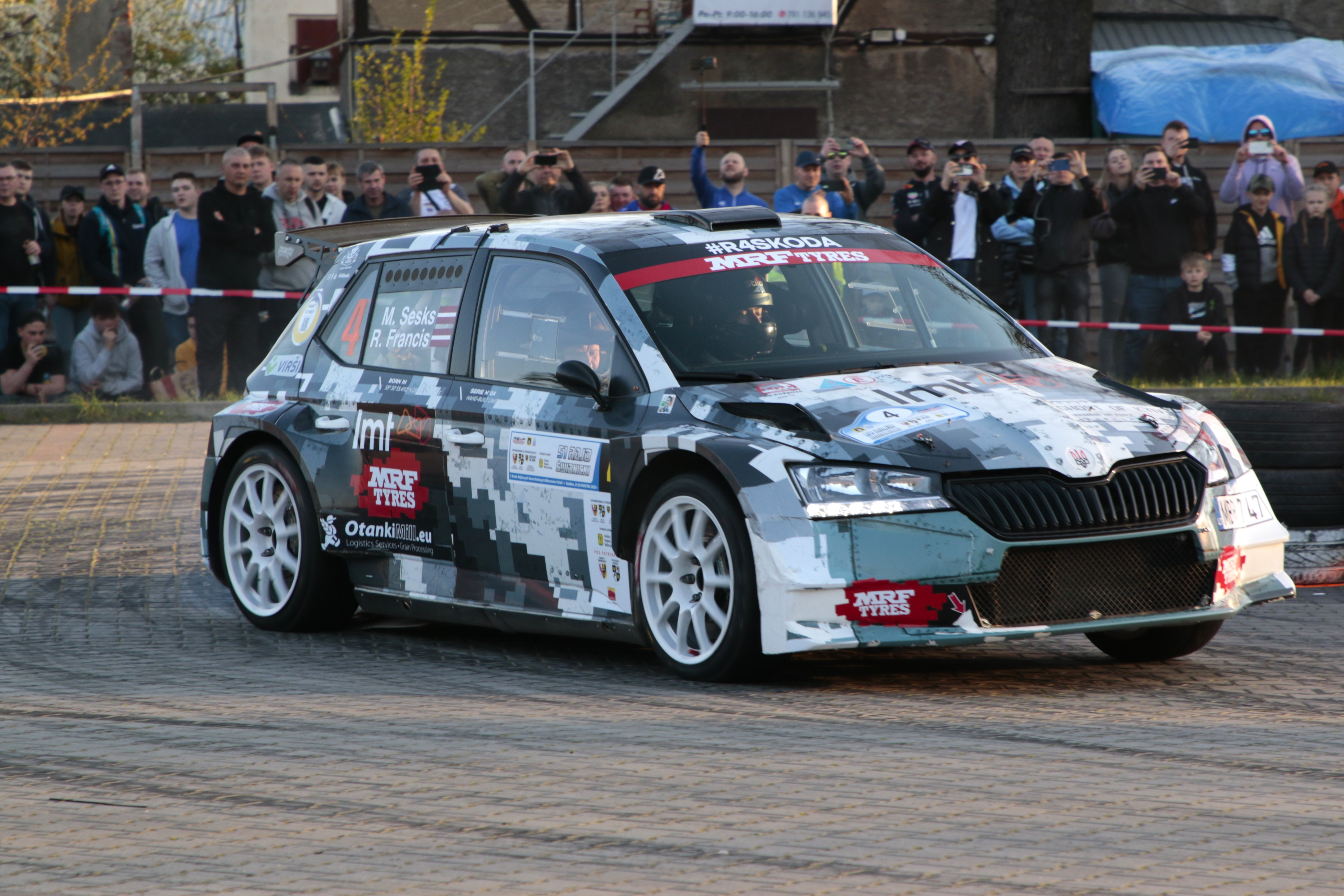
Mārtiņš Sesks podczas Rajdu Świdnickiego 2023

Mārtiņš Sesks (ur. 18 września 1999) – łotewski kierowca rajdowy, wicemistrz Europy w rajdach samochodowych w roku 2023 oraz wicemistrz świata w kategorii Junior WRC w roku 2020 i drugi wicemistrz świata  w kategorii Junior WRC  w roku 2021.

## Wyniki wRajdowych Mistrzostwach Europy[1]
| Rok  | Zespół                   | Samochód                                      | 1       | 2       | 3     | 4      | 5     | 6      | 7      | 8     | Pkt. | Msc. |
| ---- | ------------------------ | --------------------------------------------- | ------- | ------- | ----- | ------ | ----- | ------ | ------ | ----- | ---- | ---- |
| 2019 | LMT Autosporta Akadēmija | Škoda Fabia R5                                | PRT     | ESP     | LAT 3 | POL 8  | CYP   | HUN    |        |       | 15   | 29.  |
| 2022 | Team MRF Tyres           | Škoda Fabia Rally2-Kit Škoda Fabia Rally2 evo | PRT1 NC | PRT2 10 | ESP1  | POL 17 | LAT 1 | ITA 31 | CZE    | ESP2  | 42   | 12.  |
| 2023 | Team MRF Tyres           | Škoda Fabia RS Rally2                         | PRT 12  | ESP 8   | POL 1 | LAT 1  | SWE 3 | ITA NU | CZE 11 | HUN 3 | 134  | 2.   |

* - Sezon w trakcie.

## Starty wWRCkategoriaJunior WRC[1]
| Sezon | Zespół                   | Samochód                             | 1 | 2 | 3 | 4  | 5 | 6 | 7  | 8 | 9 | 10 | 11 | 12 | 13 | 14 | 15 | 16 | Punkty | Miejsce |
| ----- | ------------------------ | ------------------------------------ | - | - | - | -- | - | - | -- | - | - | -- | -- | -- | -- | -- | -- | -- | ------ | ------- |
| 2019  | LMT Autosporta Akadēmija | Ford Fiesta R2T19                    | - | 6 | - | NU | - | - | -  | 5 | 9 | -  | -  | -  | -  | -  |    |    | 25     | 10.     |
| 2020  | LMT Autosporta Akadēmija | Ford Fiesta R2T19 Ford Fiesta Rally4 | - | 2 | - | 1  | - | 3 | NU |   |   |    |    |    |    |    |    |    | 69     | 2.      |
| 2021  | LMT Autosporta Akadēmija | Ford Fiesta Rally4                   | - | - | 2 | 1  | - | - | 3  | 6 | - | -  | 6  | -  |    |    |    |    | 85     | 3.      |